# Cati (famiglia)
I Cati sono stati una famiglia nobile minore, ma tra le 34 più antiche di Ferrara. Nel XVI secolo ottennero il titolo di conti palatini del Sacro Romano Impero.

## Storia
Il capostipite della famiglia fu Cato de Lendinara. Figlio del pellicciaio Benvenuto, si trasferì a Ferrara per esercitare come notaio; il primo atto che porta la sua firma è datato 1308. La sua professione lo portò al servizio del marchese Aldobrandino II d'Este, di cui fu cancelliere.
I discendenti furono vicini alla casa d'Este, per la quale furono ministri e ambasciatori. Nel XVI secolo ottennero dall'imperatore Carlo V la concessione l'uso dell'aquila nera in campo oro sul loro stemma e dall'imperatore Massimiliano II il titolo di conti palatini del Sacro Romano Impero.

## Membri illustri

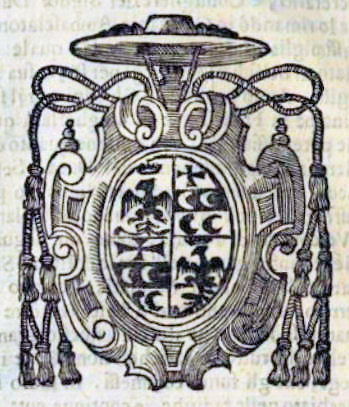
Stemma del vescovo Giovanni Cati

- Carlo Cati,[8] professore di medicina dello "Studio di Ferrara",[4] come era anticamente chiamata l'istituzione universitaria degli Studi di Ferrara
- Lodovico Cati, legale, ambasciatore e uomo politico oltre ad aver insegnato all'Università di Ferrara. Inviato presso la corte dell'imperatore Carlo V, da cui ricevette diversi privilegi[3][4]
- Giovanni Cati, vescovo titolare di Sebastea nel 1520[11]
- Renato Cati, figlio di Ludovico di cui seguì la professione nell'insegnamento del diritto universitario in più facoltà oltre quella di Ferrara.[4] Giurista e latinista, volse anche incarichi politici e importanti incarichi diplomatici[12]
- Sigismondo Cati, giurista e accademico, seguì come consigliere il cardinale Ippolito d'Este nel suo viaggio diplomatico in Francia e poi presso la Repubblica di Siena[8]
- Ercole Cati, segretario personale e ambasciatore degli Este presso varie corti[13][4], traduttore e filologo, in particolare riguardo alla filosofia politica[6]

## Arma
Inquartato; nel 1° e 4° d'oro all'aquila coronata di nero; nel 2° e 3° fasciato di 4 pezzi di nero e di argento; la 1^ fascia d'argento caricata di una croce ricrocettata di nero; la 2^ di due crescenti di nero in palo e rivolti; la 2^ fascia di nero caricata di due crescenti d'argento in palo e rivolti.